# Třída Abdiel
Třída Abdiel byla třída rychlých minonosek britského královského námořnictva. Jednalo se o velmi úspěšnou konstrukci. Celkem bylo postaveno šest jednotek této třídy. Tři byly potopeny za druhé světové války.

## Stavba
Celkem bylo ve dvou skupinách postaveno šest jednotek této třídy. První skupinu představovaly čtyři a druhou dvě plavidla, jejichž konstrukce byla vylepšena na základě válečných zkušeností.
Jednotky třídy Abdiel:
| Jméno                     | Loděnice                              | Spuštěna na vodu | Vstup do služby | Status |
| ------------------------- | ------------------------------------- | ---------------- | --------------- | --- |
| HMS Abdiel (M39)          | J. Samuel White & Co. Ltd., Cowes     | 1940             | 15. dubna 1941  | Potopena 10. září 1943 v přístavu Taranto po najetí na minu.                                                                                        |
| HMS Latona (M76)          | J.I. Thornycroft & Co. Ltd., Woolston | 1940             | 4. května 1941  | Potopena 25. října 1941 u libyjského pobřeží německými bombardéry Ju 87.                                                                            |
| HMS Manxman (N70, ex M70) | Alex Stephen & Sons Ltd., Govan       | 1940             | 20. června 1941 | Roku 1941 těžce poškozen torpédem německé ponorky U 375 a dva roky opravován. Od roku 1962 mateřská loď pro 16 pobřežních minolovek, vyřazena 1971. |
| HMS Welshman (M84)        | R & W Hawthorn Leslie, Hebburn        | 1940             | 25. srpna 1941  | Potopena 1. února 1943 u libyjského pobřeží německou ponorkou U 617.                                                                                |
| HMS Ariadne (M65, ex N65) | Alex Stephen & Sons Ltd., Govan       | 1943             | 12. února 1944  | Vyřazena 1965. |
| HMS Apollo (M01, ex N01)  | R & W Hawthorn Leslie, Hebburn        | 1943             | 9. října 1943   | Vyřazena 1962. |

## Konstrukce

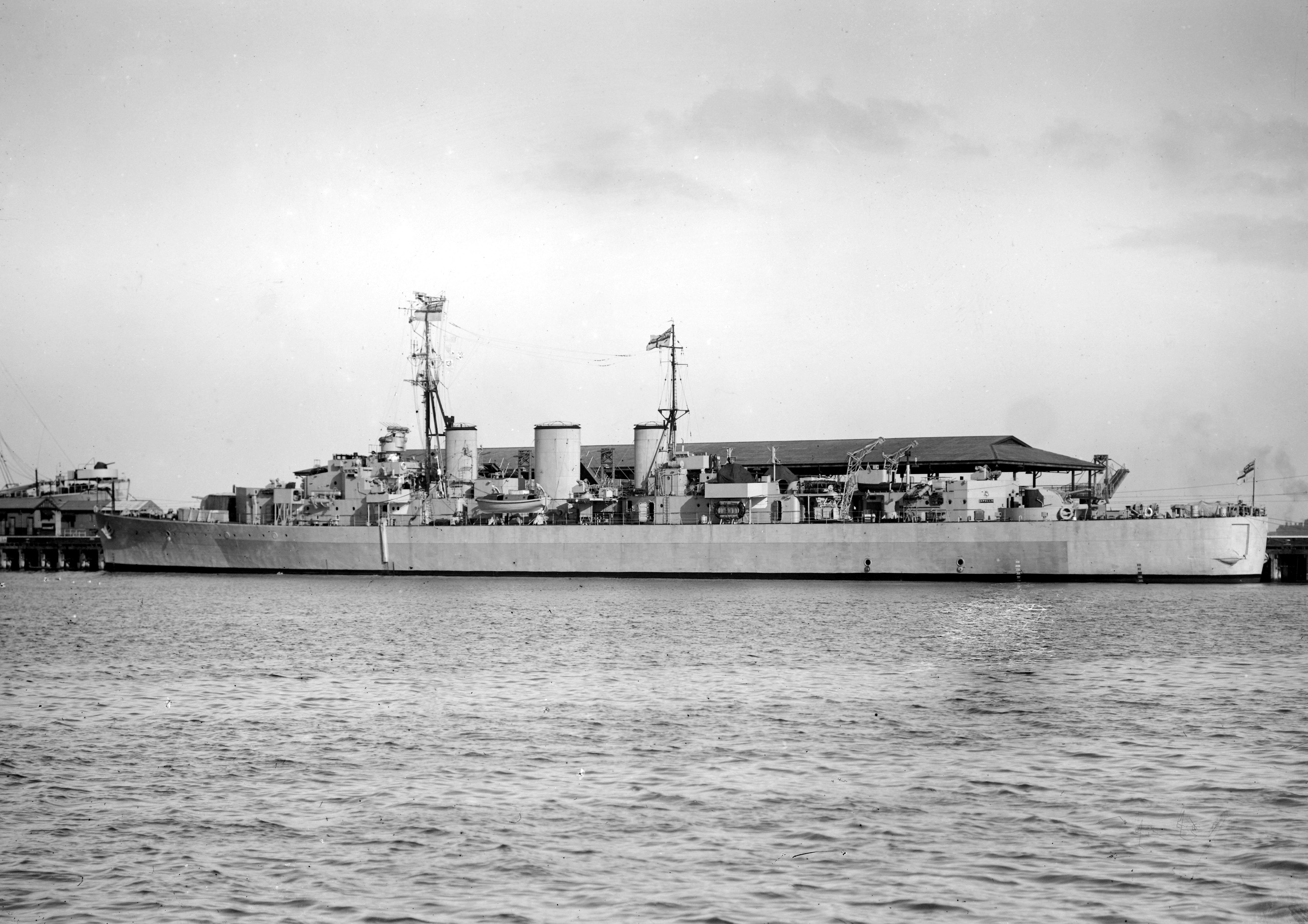
HMS Apollo

### První skupina
V konstrukci plavidel bylo vše podřízeno dosažení co největší rychlosti. Výzbroj tvořilo šest 102mm kanónů ve dvouhlavňových lafetacích (dvě v superpozici na přídi a jedna na zádi), jeden čtyřhlavňový 40mm pom-pom Vickers, osm 12,7mm kulometů Vickers (ve dvou čtyřhlavňových lafetacích na křídlech můstku) a až 156 min. Pohonný systém tvořily čtyři kotle a dvě turbíny Parsons, které dodávaly dvěma lodním šroubům celkový projektovaný výkon 72 000 k na hřídeli (53 690,4 kW). Nejvyšší rychlost dosahovala 40 uzlů.

### Druhá skupina
Výzbroj tvořily čtyři 102mm kanóny ve dvouhlavňových lafetacích, čtyři 40mm kanóny Bofors, dvanáct 20mm kanónů Oerlikon a až 156 min.

## Operační služba
Plavidla byla intenzivně nasazena za druhé světové války, přičemž největší slávu si získala první čtveřice podílem na zásobování středomořského ostrova Malta a severoafrického obleženého přístavu Tobruk.